# Puteoscia silvestrii
Puteoscia silvestrii är en kräftdjursart som beskrevs av Albert Vandel 1981. Puteoscia silvestrii ingår i släktet Puteoscia och familjen Philosciidae. Inga underarter finns listade i Catalogue of Life.